# Albrecht von Alvensleben-Schönborn
Albrecht von Alvensleben-Schönborn (Wittenmoor, 16 dicembre 1848 – Krampfer, 16 gennaio 1928) è stato uno storico tedesco.

## Biografia
Apparteneva ad un'antichissima e nobile famiglia della Prussia: suo padre era infatti Udo Gebhard Ferdinand von Alvensleben, celebre archivista e storico tedesco, che aveva raccolto e riscritto vari documenti sulla storia della nobile famiglia degli Alvensleben, risalente al X secolo, il cui albero genealogico era pregno di nomi illustri, vescovi, politici, generali, riformatori, cavalieri templari; tra i riformatori fu molto noto Joachim I von Alvensleben, che presenziò la Confessione di Augusta e fu consigliere e amico di Federico il Saggio. Suo fratello fu il generale Ludolf Udo von Alvensleben, mentre suo nonno il barone Eduard von Alvensleben.
Albrecht fu educato, come il padre, alla Scuola Militare di Havel e poi all'Accademia Militare di Paderborn, dalla quale uscì tenente di un reggimento di cavalleria molto antico e quotato. Intraprese una brillante carriera militare, partecipando come ufficiale delle truppe del feldmaresciallo von Wrangel alle guerre dello Schleswig, durante le quali divenne capitano e alla Guerra franco-prussiana, partecipando alla Battaglia di Gravelotte, Mars-la-Tour e Blois; al termine della campagna fu promosso maggiore e insignito dell'Ordine di Hohenzollern.
Tornato in Germania fu nominato sindaco di Redekin, e ivi conobbe Georg Arbogast von und zu Frankenstein, celebre ballì dell'Ordine Teutonico, che assorbì il giovane conte nelle sue file.
Divenne così cavaliere dell'Ordine Teutonico, e grazie alle sue ampie conoscenze teologiche, fu ben presto promosso ballì di Utrecht, dove von Alvensleben ebbe modo di studiare i numerosi codici medioevali custoditi nei monasteri intorno alla città e fu un ampio riformatore e propagatore della cultura storica in Germania, sostenendo la corrente di pensiero che i cavalieri teutonici fossero allora non un ordine militante, bensì una capillare organizzazione teologica, storica e culturale, impiegata alla difesa e soprattutto al mantenimento delle antiche tradizioni storiche; per l'appunto Albrecht fu autore di un dotto saggio teologico e coautore con un altro cavaliere civile, Ludwig Ernst von Oettingen-Wallerstein di un saggio storico sui cavalieri teutonici.
Come il padre fu autore di numerosi studi sulla sua famiglia, risalendo fino alle primissime origini del ceppo e scrisse una dettagliata biografia di quasi ogni singolo appartenente al suo albero genealogico fino a Gebhard Johan Achaz von Alvensleben, vale a dire fino al 1764.